# WCW Sin
Sin fue un evento pago por visión de lucha libre profesional producido por la World Championship Wrestling (WCW). Tuvo lugar el 14 de enero de 2001, en el Conseco Fieldhouse en Indianápolis, Indiana. Ahora los derechos de WCW pertenecen a la World Wrestling Entertainment (WWE).

## Resultados
- Chavo Guerrero, Jr. (c) derrotó a Shane Helms, reteniendo el Campeonato Peso Crucero de la WCW. (11:14)
  - Guerrero cubrió a Helms después de un "Brainbuster"
- Reno derrotó a Big Vito (8:41)
  - Reno cubrió a Vito después de un "Roll of the Dice"
- The Jung Dragons (Yun Yang & Kaz Hayashi) (con Leia Meow) derrotaron a Evan Karagias & Jamie Knoble (9:21)
  - Yang cubrió a Knoble con un "Inside Cradle"
  - Después de la lucha, Karagias y Knoble atacaron a The Jung Dragons
- Ernest Miller (con Ms. Jones) derrotó a Mike Sanders, ganando el puesto de Comisionado de la WCW y reteniendo los servicios de Ms. Jones (5:44)
  - Miller cubrió a Sanders después de un "Feliner"
  - Durante la lucha, The Natural Born Thrillers llegaron para interferir a favor de Sanders, pero cuando llegaron al ring, KroniK vinieron tras ellos, interfiriendo a favor de Miller.
- Team Canada (Lance Storm, Mike Awesome & Elix Skipper) (con Major Gunns) derrotaron a The Filthy Animals (Konnan, Rey Mysterio, Jr. & Billy Kidman) (con Tygress) en un Penalty Box match (con Jim Duggan com árbitro especial invitado) (13:07)
  - Storm forzó a Kidman a rendirse con un "Maple Leaf"
  - Si uno de los luchadores rompía una regla durante la lucha, eran enviados al Penaty Box durante un minuto.
- Meng derrotó a Terry Funk (c) y a Crowbar (con Daffney) en un Triple Threat match, ganando el Campeonato Hardcore de la WCW (11:41)
  - Meng forzó a Funk a rendirse con un "Tongan Death Grip"
- The Natural Born Thrillers (Sean O'Haire & Chuck Palumbo) (con Mike Sanders) derrotaron a The Insiders (Kevin Nash and Diamond Dallas Page) (c) ganando el Campeonato Mundial en Parejas de la WCW (11:16)
  - O'Haire cubrió a Nash después de un "Seanton Bomb"
  - Durante la lucha, Shawn Stasiak interfirió distrayendo a Page. Buff Bagwell y Lex Luger luego interfirieron en el combate golpeando a Nash con una llave.
- Shane Douglas derrotó a General Rection (c) en un First Blood Chain match, ganando el Campeonato de los Estados Unidos de la WCW (11:36)
  - General Rection sangró después de que Douglas lo golpeara con una cadena.
- Totally Buffed (Lex Luger & Buff Bagwell) derrotaron a Goldberg & DeWayne Bruce en un No Disqualification match (11:53)
  - Luger cubrió a Goldberg después de un "Buff Blockbuster" de Bagwell con Goldberg sobre los hombros de Luger.
  - Como resultado, Goldberg fue obligado a retirarse de la lucha libre profesional.
- Scott Steiner (c) derrotó a Jeff Jarrett, Sid Vicious y a Road Warrior Animal en un Four Corners match, reteniendo el Campeonato Mundial Peso Pesado de la WCW (11:53)
  - Steiner cubrió a Vicious después de un "Axe Handle" de Road Warrior Animal.
  - Originalmente la lucha fue anunciada como un combate entre Steiner, Jarrett, Vicious y un "oponente misterioso". La lucha comenzó con sólo tres competidores, sin el oponente misterioso. Hacia el final de la lucha, Ric Flair anunció la llegada del "oponente misterioso", quien salió con una máscara, ocultando su identidad. Después de terminada la lucha, el "oponente misterioso" se desenmascaró y reveló ser Road Warrior Animal, haciendo su regreso a la WCW tras abandonarla en 1996.
  - Durante la lucha, Sid Vicious se fracturó una pierna tras intentar aplicar un "Diving Big Boot" a Steiner, rompiéndose la tibia en dos.
  - Como consecuencia de la severa naturaleza de su lesión, esta fue la última lucha de Sid Vicious en la WCW.